# Jerzy Ciurlok

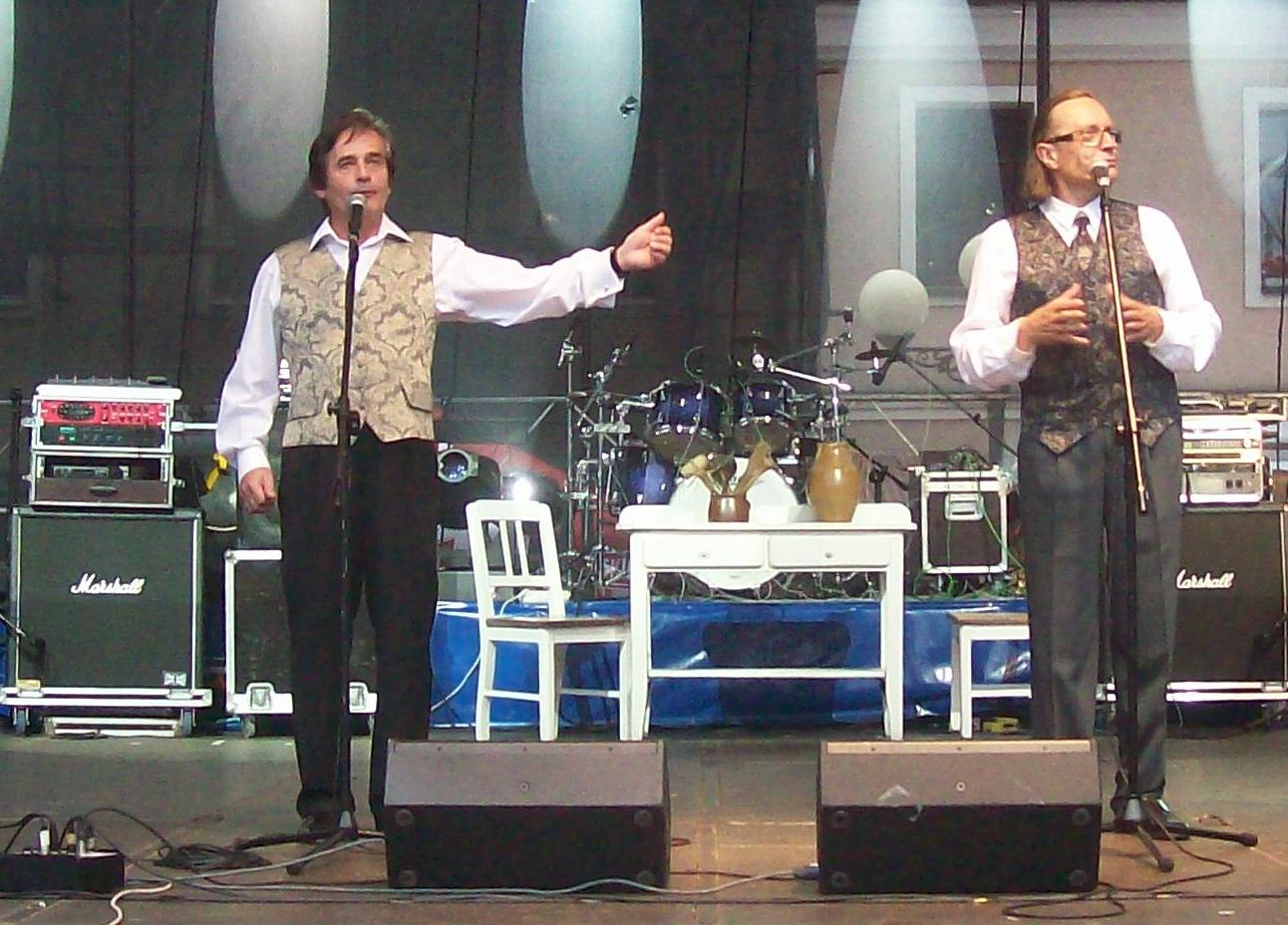
Jerzy Ciurlok (po prawej) wraz z Aleksandrem Trzaską podczas występu kabaretu Masztalscy (2009)

Jerzy Ciurlok (ur. 30 sierpnia 1951) – polski dziennikarz, publicysta, poeta, satyryk oraz działacz regionalny. Członek kabaretu Masztalscy.

## Życiorys
Absolwent Akademii Ekonomicznej w Katowicach. Od 1972 roku jako dziennikarz związany z Polskim Radiem Katowice. W 1986 roku, wraz z Aleksandrem Trzaską założył Radiowy Klub Masztalskich, który czasem przekształcił się w kabaret Masztalscy. Był jednym z dwóch stałych członków kabaretu, w którym wcielał się w postać Ecika. 
Laureat wielu nagród i wyróżnień, m.in. Komitetu do spraw Radia i Telewizji oraz nagrody "Osobowość radiowa" (1994). Badacz historii i tradycji Górnego Śląska. Prezes Towarzystwa Kultywowania i Promowania Śląskiej Mowy Pro Loquela Silesiana z siedzibą w Chorzowie oraz członek Stowarzyszenia Osób Narodowości Śląskiej.
Mieszka w Mikołowie.

## Publikacje
- Moje okno na Śląsk (2012)
- Ich książęce wysokości. Cześć górnośląska (2015)
- Ich książęce wysokości. Cześć dolnośląska (2015)
- ABC dowcipu wedle Ecika (2016)
- O drukarzach, drukarniach i drukach śląskich (2018)
- Mała Wielka Księga Drogi  (2021)